# Œdipe
Pour les articles homonymes, voir Œdipe (homonymie).
Œdipe (en grec ancien Οἰδίπους / Oidípous, « pieds enflés ») est un héros de la mythologie grecque. Il fait partie de la dynastie des Labdacides, les rois légendaires de la ville de Thèbes. Fils de Laïos et de Jocaste, Œdipe est principalement connu pour avoir résolu l'énigme du sphinx et pour s'être rendu involontairement coupable de parricide et d'inceste. Sa légende a beaucoup inspiré les arts pendant et après l'Antiquité, sa postérité ayant été très influencée par les visions du mythe que donnent les tragédies grecques. À l'époque contemporaine, la figure d'Œdipe a également été utilisée pour illustrer le complexe dit d'Œdipe en psychanalyse.

## Prononciation
Au début du XXIe siècle, la prononciation traditionnelle du nom, [edip] (voir l'article Œ), est concurrencée par [ødip], admise par certains dictionnaires récents.

## Mythe antique

### La prédication de l'oracle aux futurs parents d'Œdipe
Avant la naissance d'Œdipe, ses parents Laïos et Jocaste consultent l'oracle de Delphes qui leur prédit que s'ils avaient un fils celui-ci tuerait son père et épouserait sa mère.
L'oracle effrayant rendu par la Pythie n'est pas toujours expliqué. Lorsqu'il l'est, il l'est de plusieurs façons. Quelques variantes rapportent cela à un épisode de la vie passée de Laïos. Laïos, futur père d'Œdipe, avait enlevé Chrysippe, fils du roi Pélops. L'enlèvement est notamment relaté par les mythographes antiques comme Pseudo-Apollodore ou Athénée. Dans les Fables d'Hygin, l'enlèvement a lieu pendant les jeux de Némée. La suite dépend des versions. Dans certaines variantes, la relation se termine bien et Chrysippe est restitué pacifiquement à Pélops. Dans d'autres, l'enlèvement donne lieu à un conflit entre Laïos et Pélops qui, outragé, réclame vengeance, et Chrysippe se pend de honte : cette version semble avoir été inventée par le tragédien athénien Euripide dans sa tragédie perdue Chrysippos, connue par des résumés et des scholies. Ces versions expliquent l'oracle sévère rendu contre Laïos et Jocaste par cet enlèvement commis par Laïos. Un autre groupe de variantes attribue cependant la mort de Chrysippe à une manigance de pouvoir indépendante où Chrysippe est tué par sa belle mère Hippodamie fille d'Œnomaos et parfois par d'autres enfants de Pélops, dont les jumeaux Atrée et Thyeste,. Les Parallèles mineurs du Pseudo-Plutarque combinent l'enlèvement de Chrysippe par Laïos et un complot d'Hippodamie contre Chrysippe.
De peur que l’oracle ne s’accomplisse, lorsque Laïos et Jocaste ont un fils, ils le font « exposer » (terme utilisé pour désigner l’abandon à la naissance du nouveau-né, en Grèce antique) sur le mont Cithéron, après lui avoir fait percer les chevilles pour l’accrocher à un arbre : de là lui vient son nom, « Œdipe », « pieds enflés ». Œdipe est sauvé par un berger et adopté par Polybe et Mérope, le roi et la reine de Corinthe, qui l'élèvent comme leur fils.

### Le départ d'Œdipe de Corinthe et sa consultation de l'oracle de Delphes
L'histoire reprend lorsque Œdipe est un jeune adulte. D'après l’Œdipe roi de Sophocle et Les Phéniciennes d'Euripide, un homme accuse Œdipe, au cours d'un banquet, d'être un enfant illégitime. Œdipe décide donc de partir pour Delphes, afin de savoir de l'oracle si Polybe et Mérope sont bien ses vrais parents.
Cependant, l'oracle ne répond pas à sa question et lui dit à la place ce qu'il avait dit des années auparavant à Laïos et Jocaste : qu'il tuerait son père et épouserait sa mère. Effrayé, Œdipe décide de ne pas retourner à Corinthe, pour éviter que l'oracle ne s'accomplisse (il croit alors que Polybe et Mérope sont ses parents).

### Le parricide
Sur la route, à un carrefour, Œdipe rencontre un vieil homme sur un char. Ils se disputent la priorité dans le passage et en viennent aux mains : Œdipe tue le vieil homme, sans se douter qu'il s'agit de son père. La première partie de l'oracle est accomplie.
Dans les tragédies, Œdipe se défend toujours de ce crime : il invoque la légitime défense, l'ignorance… Les configurations exactes du meurtre sont donc à chaque fois un peu différentes selon les auteurs.
On peut à ce sujet noter que chez Euripide, dans Les Phéniciennes, Œdipe rencontre et tue Laïos avant même d'être allé à Delphes : cela atténue encore sa responsabilité, puisqu'il ne savait alors même pas qu'il était voué à tuer son père.

### Le Sphinx
En continuant sa route, Œdipe arrive à Thèbes ; y sévissait alors une sphinge (c'est le féminin du Sphinx, à moitié femme, à moitié bête). Nous ignorons ce qui pousse Œdipe à aller l'affronter. Il réussit à résoudre son énigme et donc à en libérer la ville.

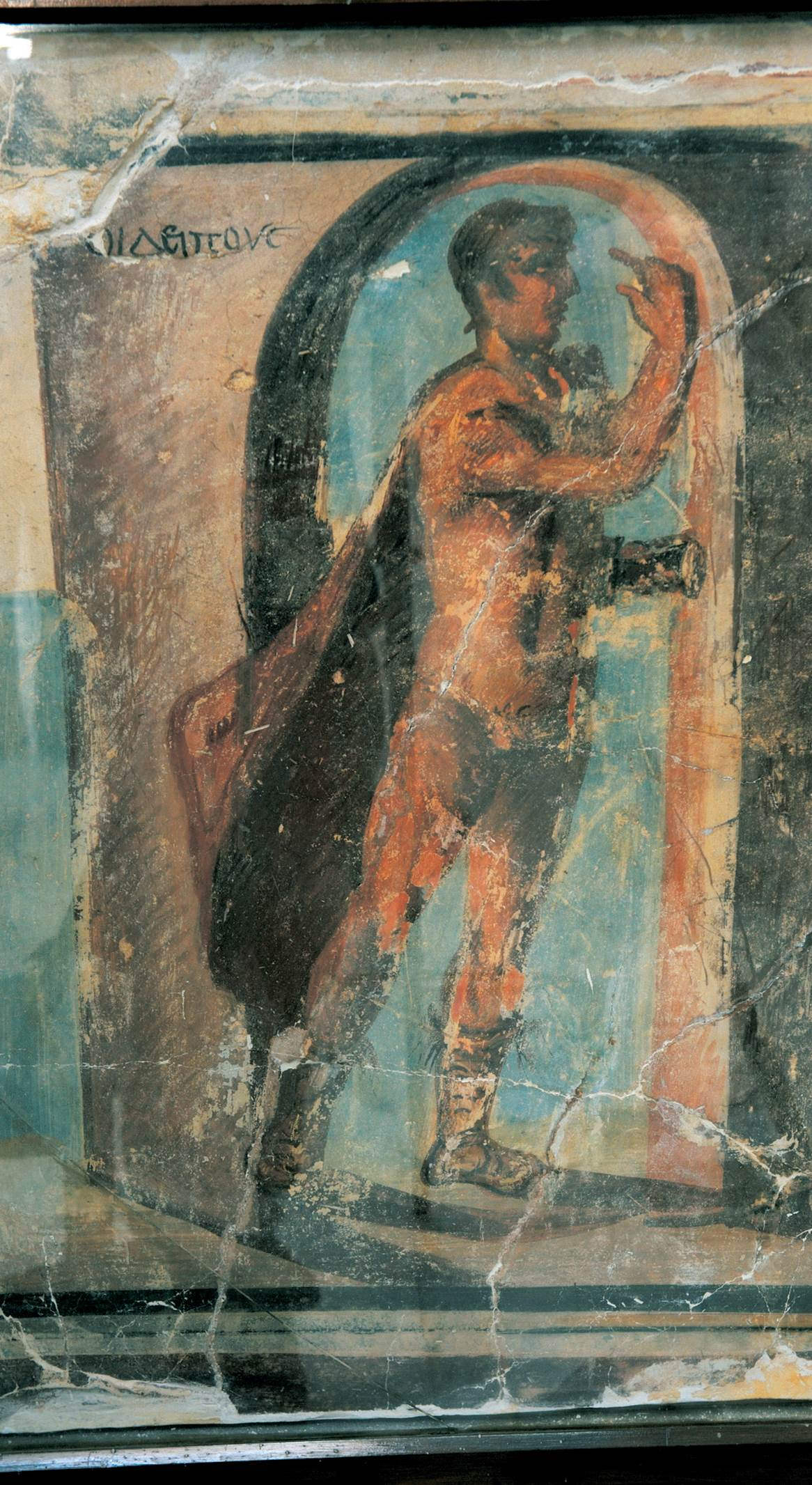
Détail d'une fresque antique dans laquelle Œdipe résout l'énigme du Sphinx. Musée égyptien, IIe siècle.

Les tragédies qui nous sont parvenues ne donnent pas le texte de l'énigme, mais on le trouve dans les scholies qui accompagnent celles-ci, ainsi que dans des ouvrages de mythographie antiques. L'énigme posée était la suivante : « Quel être a quatre pattes le matin, deux le midi et trois le soir ? ». Il fallait répondre l'homme : « Quand il est enfant, au matin de sa vie, il marche à quatre pattes, quand il est adulte il se tient sur ses deux jambes, et quand il est vieux, au soir de sa vie, il a besoin d'une canne pour se déplacer ».

### L'inceste
Comme récompense pour avoir vaincu la Sphinge, Œdipe obtient le trône de Thèbes, laissé vacant après la mort du roi Laïos, ainsi que la main de sa veuve, Jocaste (en fait sa mère), selon la promesse faite par le Régent Créon à qui réussirait à débarrasser Thèbes de la Sphinge : le second volet de l'oracle est accompli.
Œdipe et Jocaste ont quatre enfants : deux fils, Étéocle et Polynice, et deux filles, Antigone et Ismène. Néanmoins, il y a des versions où, même s'il commet le parricide, Œdipe n'a pas d'enfants de sa mère mais d'une seconde femme.

### La découverte des crimes d'Œdipe et ses conséquences
Dans l’Œdipe roi, Sophocle représente la découverte par Œdipe de ses crimes : pour sauver Thèbes, en proie à une terrible peste, Œdipe doit découvrir et punir le meurtrier de Laïos. Au fil de ses recherches, il découvre qu'il est lui-même le meurtrier, que c'est son véritable père qu'il a tué, et qu'il a en outre épousé sa mère. Selon les textes, le sort des personnages varie. Dans la plupart des cas, Œdipe se crève lui-même les yeux pour ne plus voir ses crimes. Parfois il reste à Thèbes définitivement (Odyssée), mais le plus souvent il part en exil, soit avant (Œdipe roi, Œdipe à Colone), soit après la mort de ses deux fils (Les Phéniciennes). Dans l’Œdipe à Colone, il meurt à Colone, près d'Athènes, où il devient une divinité protectrice. Dans tous les cas, avant de mourir, Œdipe maudit ses fils, qui n'ont pas rempli leur devoir de fils en ne prenant pas bien soin de lui. C'est cette malédiction qui les amènera à se battre et à s'entretuer pour le trône de Thèbes (c'est le sujet des Sept contre Thèbes). À la découverte de l'inceste, Jocaste se pend dans presque tous les textes que nous ayons ; dans Les Phéniciennes cependant, elle reste en vie jusqu'à la lutte entre ses deux fils, qu'elle tente en vain d'empêcher, puis se suicide à l'épée.

## Le nom d'Œdipe
Il a été suggéré par Robert Graves et d'autres que dans le mythe originel, il était appelé Œdipais : « Enfant de la mer soulevée (gonflée) ». Il aurait été nommé ainsi en raison de la méthode par laquelle ses parents l'auraient abandonné selon ce mythe originel : en le plaçant dans un coffre et le jetant dans la mer. Cette manière d'abandonner un enfant à la mer ou sur un fleuve est bien attestée, par exemple dans les mythes de Persée, Télèphe, Dionysos, Romulus et Rémus, Moïse. Au cours des siècles, cependant, le nom Œdipais aurait été corrompu en Oidípous : « pied enflé ». Ce nouveau nom pourrait avoir inspiré l'ajout d'un élément bizarre de l'histoire de l'abandon d'Œdipe sur le mont Cithéron. L'exposition sur une montagne était une méthode commune d'abandon d'enfants dans la Grèce antique, mais la liaison des chevilles du bébé Œdipe, elle, est unique. On peut donc avancer que la liaison des chevilles a simplement été greffée sur le mythe d'Œdipe pour expliquer son nouveau nom. Cette thèse, cependant, ne tient pas compte des nombreux cas de jeu de mots dans le grec original qui reposent sur la liaison de ses chevilles.

## Représentations artistiques dans l'Antiquité
L'histoire existait probablement déjà dans la tradition orale avant d'être écrite, mais elle nous est parvenue par l'intermédiaire d'œuvres littéraires et iconographiques.

### Dans la littérature antique

#### L'Œdipe épique
Œdipe apparaissait dans au moins deux épopées faisant partie d'un cycle épique, le cycle thébain, consacré à la famille royale de la ville de Thèbes, mais dont seuls quelques fragments et des témoignages indirects nous sont parvenus. La première épopée de ce cycle, l’Œdipodie, est attribuée au poète lacédémonien Kinaithon, qui a peut-être vécu au VIIe siècle av. J.-C., et elle comptait 6 600 hexamètres. On ne connaît que deux éléments de l'intrigue de l’Œdipodie : la Sphinge y était déjà représentée comme un monstre qui dévorait les Thébains, et Étéocle et Polynice, les deux fils d'Œdipe, n'y étaient pas les fils de Jocaste comme dans les tragédies composées par la suite, mais étaient issus d'un autre mariage avec une nommée Euriganée. La deuxième épopée du cycle, la Thébaïde, montrait le conflit entre Œdipe vieillissant et ses deux fils, Étéocle et Polynice, qu'il maudit, ce qui explique le conflit fratricide qui déchire les deux fils par la suite et mène à la guerre des sept chefs. Dans les épopées homériques, Œdipe est mentionné deux fois : dans l’Iliade et dans l’Odyssée. L’Iliade ne contient qu'une brève référence à des jeux funèbres organisés à l'occasion des funérailles d'Œdipe, au chant XXIII,. Mais cette brève mention est un indice révélateur : le fait que les funérailles du héros se déroulent à Thèbes et soient l'occasion de grandes festivités montrent qu'Œdipe n'avait probablement pas été exilé et régnait encore sur la ville à sa mort, contrairement à la version adoptée par la suite par les tragédies.
Le passage de l’Odyssée contient davantage de détails. Au chant XI, Ulysse, au royaume des morts, aperçoit l'ombre de la mère d'Œdipe, nommée Épicaste et non pas Jocaste :

« Je vis, mère d'Œdipe, Épicaste  la belle, / qui commit une action monstrueuse sans le savoir, / en épousant son fils ; lui, ayant fait périr son père, / l'épousa ; mais bientôt les dieux en instruisaient le monde. / Alors, dans les tourments, à Thèbes la charmante, / il dut régner par le décret fatal des dieux ; / sa mère descendit dans la forte maison de l'Hadès / quand elle eut attaché l'abrupt lacet au plafond haut, / accablée de chagrin. Pour tout héritage, son fils / eut les tourments sans fin que déchaînent les Érinyes,. »

#### Œdipe dans la poésie lyrique
Un fragment du poète lyrique Pindare, d'un poème dont tout le reste est perdu, dit seulement : « l'énigme sortie des mâchoires sauvages d'une vierge ». C'est le tout premier texte conservé faisant allusion à l'énigme du Sphinx.
Pindare évoque aussi Œdipe dans sa deuxième Olympique, une épinicie dans laquelle il célèbre une victoire remportée par l'attelage du tyran Théron d'Acragas à une course de chars pendant les jeux olympiques. Théron, fils d'Ainésidème, se disait descendant de Thersandre, fils de Polynice, lui-même fils d'Œdipe. Pindare fait donc l'éloge de la lignée des Labdacides pour satisfaire le commanditaire du poème : « Ainsi la Parque, gardienne du bonheur héréditaire de cette race, parmi toute sa prospérité, issue de la volonté divine, lui apporte aussi, en d'autres temps, par un retour inverse, quelque infortune, depuis que le fils prédestiné de Laïos rencontra son père et le tua, pour accomplir l'antique oracle proféré à Pythô (Delphes). / L'irritable Érinye le vit, et fit périr sa vaillante race : ses fils s'entretuèrent de leurs propres mains. Mais Thersandre survécut à la ruine de Polynice ; il acquit de l'honneur dans les jeux où concourt la jeunesse, aussi bien que dans les combats guerriers ; il fut le rejeton qui fit revivre la famille des Adrastides (descendants d'Adraste). Sorti de cette tige, il convient que le fils d'Ainésidème s'entende célébrer par les chants et les lyres ».

#### L'Œdipe des tragiques

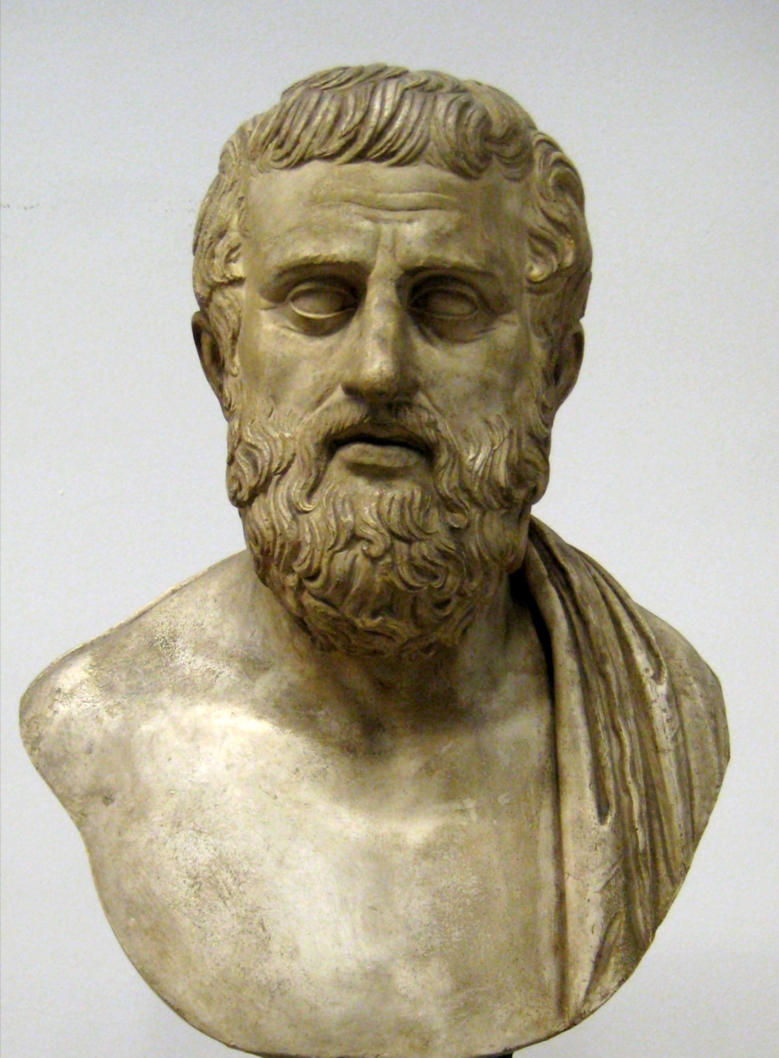
Buste de Sophocle. Moulage conservé au Musée Pouchkine à Moscou.

Les poètes tragiques attiques de l'époque classique traitent à plusieurs reprises de la vie d'Œdipe, en s'en appropriant les différents épisodes. Les différentes pièces proposent de nombreuses variantes de détail : par exemple, dans Œdipe roi de Sophocle, Jocaste meurt peu après la révélation de l'inceste, alors que dans Les Phéniciennes d'Euripide elle est encore vivante plusieurs années après.

##### Œdipe dans les pièces d'Eschyle
Dans le cadre des concours dramatiques qui opposaient plusieurs poètes, Eschyle composa au printemps 467 av. J.-C. une tétralogie comprenant trois tragédies, Laïos, Œdipe et Les Sept contre Thèbes, ainsi qu'un drame satyrique, La Sphinge (au féminin) ; il remporta le premier prix. De cet ensemble, seule Les Sept contre Thèbes a été conservée.

##### Sophocle:Œdipe roietŒdipe à Colone
Deux tragédies de Sophocle mettant en scène Œdipe ont été conservées : Œdipe roi, représentée vers 425 av. J.-C., et Œdipe à Colone, représentée en 406-405 av. J.-C. Œdipe roi commence alors qu'Œdipe, ayant vaincu la Sphinge, est devenu roi de Thèbes et a épousé Jocaste : le fléau (la peste) lancé par Apollon contre la ville amène la révélation progressive de la vérité sur les origines du héros et la découverte de son parricide et de son inceste : Jocaste se suicide, Œdipe se crève les yeux et est exilé par Créon. Œdipe est à la fois victime de la fatalité et coupable de démesure (hubris) car il traite avec insolence le devin Tirésias et refuse d'écouter Créon. Œdipe à Colone relate la façon dont Œdipe, aveugle et conduit par sa fille Antigone, parvient jusqu'à Colone, dème d'Athènes, où il connaît une mort surnaturelle à l'origine de la fondation d'un sanctuaire.
Parmi les pièces grecques antiques, la tragédie de Sophocle Œdipe roi est celle qui exerce la plus grande influence à l'époque et par la suite, après la fin de l'Antiquité. Dès l'époque classique, Aristote utilise Œdipe roi comme exemple typique de la tragédie réussie dans son traité d'art poétique La Poétique. Au tournant du XXe siècle, l'utilisation de la pièce de Sophocle par Sigmund Freud pour illustrer son concept de complexe d'Œdipe en psychanalyse (dans son essai L'Interprétation du rêve, paru en 1900) contribue encore à la postérité d’Œdipe roi et de la version du mythe qu'il met en scène.

##### Autres tragédies grecques sur Œdipe
Euripide avait composé une tragédie Œdipe, dont il reste quelques fragments. Parmi les poètes tragiques moins connus de la même époque, au moins trois avaient consacré une pièce à Œdipe : Achaïos d'Érétrie, Nicomaque et Xénoclès l'ancien.

##### Œdipe dans les tragédies romaines
Le genre de la tragédie romaine traite par la suite du même sujet avec principalement l’Œdipe de Sénèque, au Ier siècle. Sénèque s'est probablement fondé sur l’Œdipe roi de Sophocle, mais ajoute, après la révélation de l'inceste et du parricide, des scènes de divination et de nécromancie qui renforcent encore la fatalité tragique.

### Dans les arts figurés antiques
De très nombreuses représentations figurées ont été consacrées à Œdipe pendant l'Antiquité, sur différents supports et dans différentes régions du monde.

#### La jeunesse d'Œdipe
Au moins deux vases représentent Œdipe nouveau-né après son abandon, au moment de son adoption par des bergers. Une amphore attique à figures rouges de l'époque classique, attribuée au peintre d'Achille et conservée au Cabinet des Médailles à Paris, montre un homme coiffé d'un pétase et tenant une lance qui emporte un bébé : des inscriptions identifient les personnages respectivement comme « Euphorbos » et « Œdipe ». L'autre côté du vase montre un homme barbu tenant un bâton, sans doute l'homme à qui le berger va remettre l'enfant. Plus tard, une coupe de l'époque hellénistique comprenant un décor en relief, conservée au Musée du Louvre, montre une femme en train de sortir un bébé d'un panier et de le tendre à son époux ; la femme est identifiée comme Périboia, nom que l'on retrouve chez plusieurs auteurs pour désigner la femme du berger corinthien Polybos, qui recueille Œdipe après son abandon.

#### La confrontation avec la sphinge
La confrontation entre Œdipe et la sphinge est très souvent représentée, avec différentes variantes, dans l'Antiquité gréco-romaine.
Dans la céramique grecque, les peintures de vases les plus anciennes représentent d'abord seulement la sphinge, motif figuratif venu du Proche-Orient ancien. Ces représentations figurent sur des vases à figures noires remontant jusqu'aux années 570-560 av. J.-C.. Elles montrent la créature en train de poursuivre des hommes (souvent de jeunes gens) qui s'enfuient, ou bien en train d'en enlever un entre ses pattes, ou bien encore, à partir des années 540-530, en train d'immobiliser au sol une victime avec ses pattes. Les vases à figures rouges reprennent les mêmes motifs avec des variantes, en y ajoutant surtout des scènes où la sphinge s'envole avec une victime entre ses pattes.
L'épisode de l'énigme de la sphinge commence à apparaître sur les vases autour des années 520-510 av. J.-C.. La créature, représentée assise (parfois sur une colonne), est entourée d'hommes d'âges variés, mais interroge en général de jeunes gens entourés par leurs pédagogues et par des vieillards, beaucoup exprimant le désarroi et la tristesse sur leur visage ou par leurs gestes ; les Thébains sont parfois assis et parfois debout.

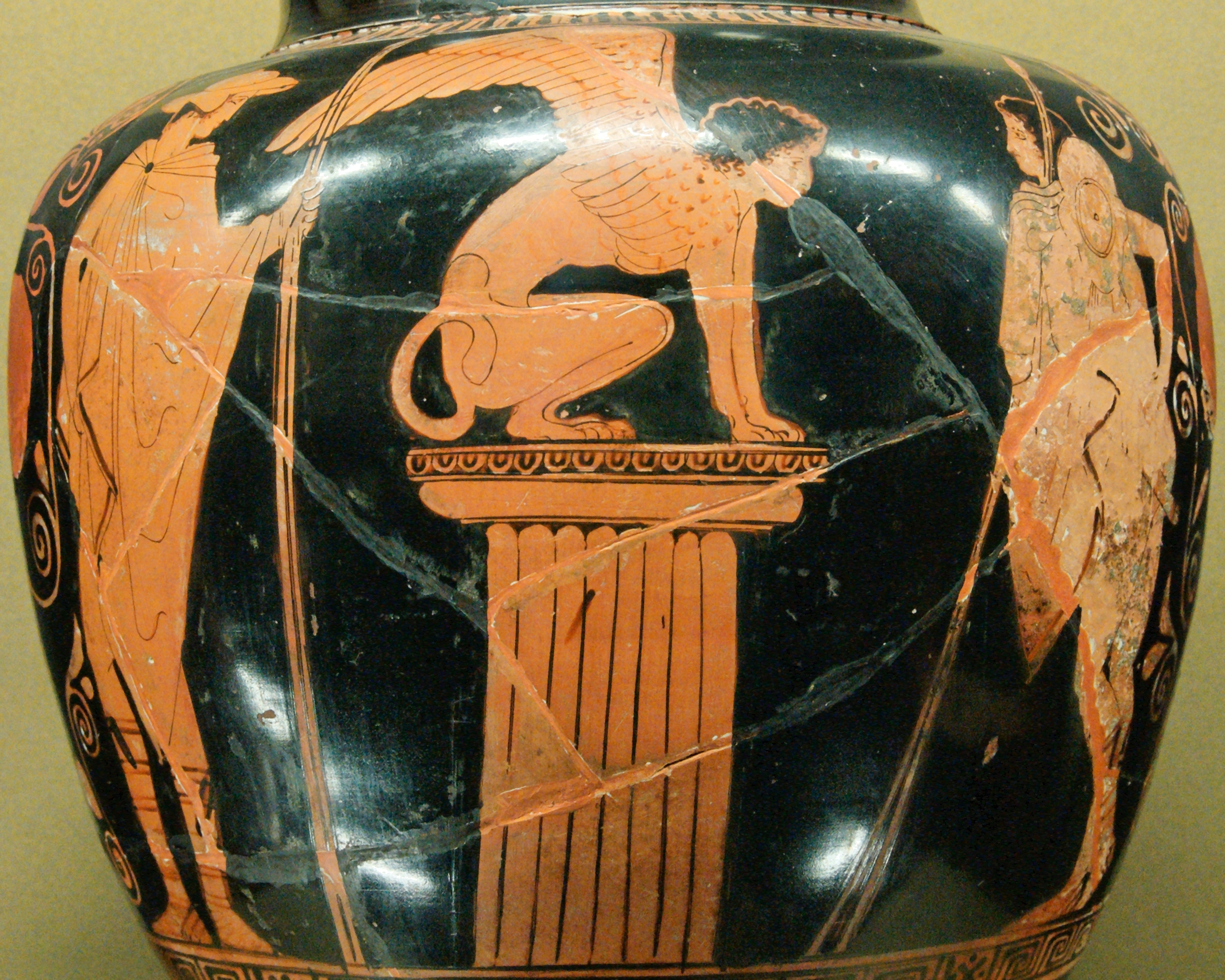
Œdipe (à droite), le sphinx (au centre) et Hermès (à gauche). Stamnos attique à figures rouges, v. 440 av. J.-C. Attribué au Peintre de Ménélas.

Œdipe lui-même n'apparaît sur les vases qu'un peu plus tard. Ses représentations les plus anciennes dans la céramique se trouvent sur des vases non attiques, confectionnés en Grèce périphérique dès les années 540-530 av. J.-C. et montrant le face à face entre Œdipe et le monstre tandis que les Thébains sont de simples spectateurs : ce type de scène se répand rapidement et remplace celles montrant la sphinge face aux Thébains. Sur les vases attiques, Œdipe n'apparaît que vers 490-480 av. J.-C. et supplante alors là aussi les scènes d'affrontement entre Sphinge et Thébains. Le face à face se rapporte manifestement à l'énigme : Œdipe, debout ou assis, fait face à la sphinge, qui est souvent perché sur un élément de décor. Cet élément de décor est tantôt une colonne, tantôt un rocher.
Une autre variante, attestée plus tard, à partir de 450 av. J.-C. environ dans la céramique attique, montre le face à face entre Œdipe et la créature sous la forme d'un affrontement physique : Œdipe, armé d'une lance, s'apprête à frapper la sphinge dont la posture abattue montre la défaite prochaine. Contrairement à ce que supposaient les premières reconstructions de l'histoire du développement du mythe, principalement celle de Carl Robert, la variante de l'affrontement physique n'est pas antérieure, mais postérieure à la variante de l'énigme, car c'est cette dernière qui est attestée le plus tôt dans les sources textuelles et iconographiques. Cette variante du combat est également représentée sur des vases apuliens à partir du début du IVe siècle av. J.-C., puis sur des objets étrusques, vases, miroir, urnes funéraires, pierres taillées et pâtes de verre, du début du IVe au Ier siècle apr. J.-C.
À la même époque que les représentations d'Œdipe dans la céramique attique, on trouve aussi des représentations humoristiques qui parodient l'épisode : plusieurs vases montrent des satyres en train de tenter de répondre à l'énigme de la sphinge, ou bien de la menacer du doigt, ou encore d'essayer de l'amadouer en lui donnant de la nourriture. Sur quelques vases, c'est la sphinge qui est parodié : au lieu d'avoir un buste de belle femme, elle est représentée avec un buste de vieille femme toute ridée, lippue et ventripotente ; sur un des vases, elle se masturbe. Enfin, un fragment de vase attique datant des années 450-440 montre une transposition animale de la scène dans laquelle Œdipe était représenté sous les traits d'un chien anthropomorphe tenant une lance et portant une épée au côté.
Dans l'art romain, l'épisode est traité moins souvent, mais toujours régulièrement, sur différents supports : peintures et reliefs, mosaïques, sarcophages, céramiques sigillées et lampes, généralement avec une signification moins directe, plus symbolique, pouvant tendre à l'allégorie.

## Culte

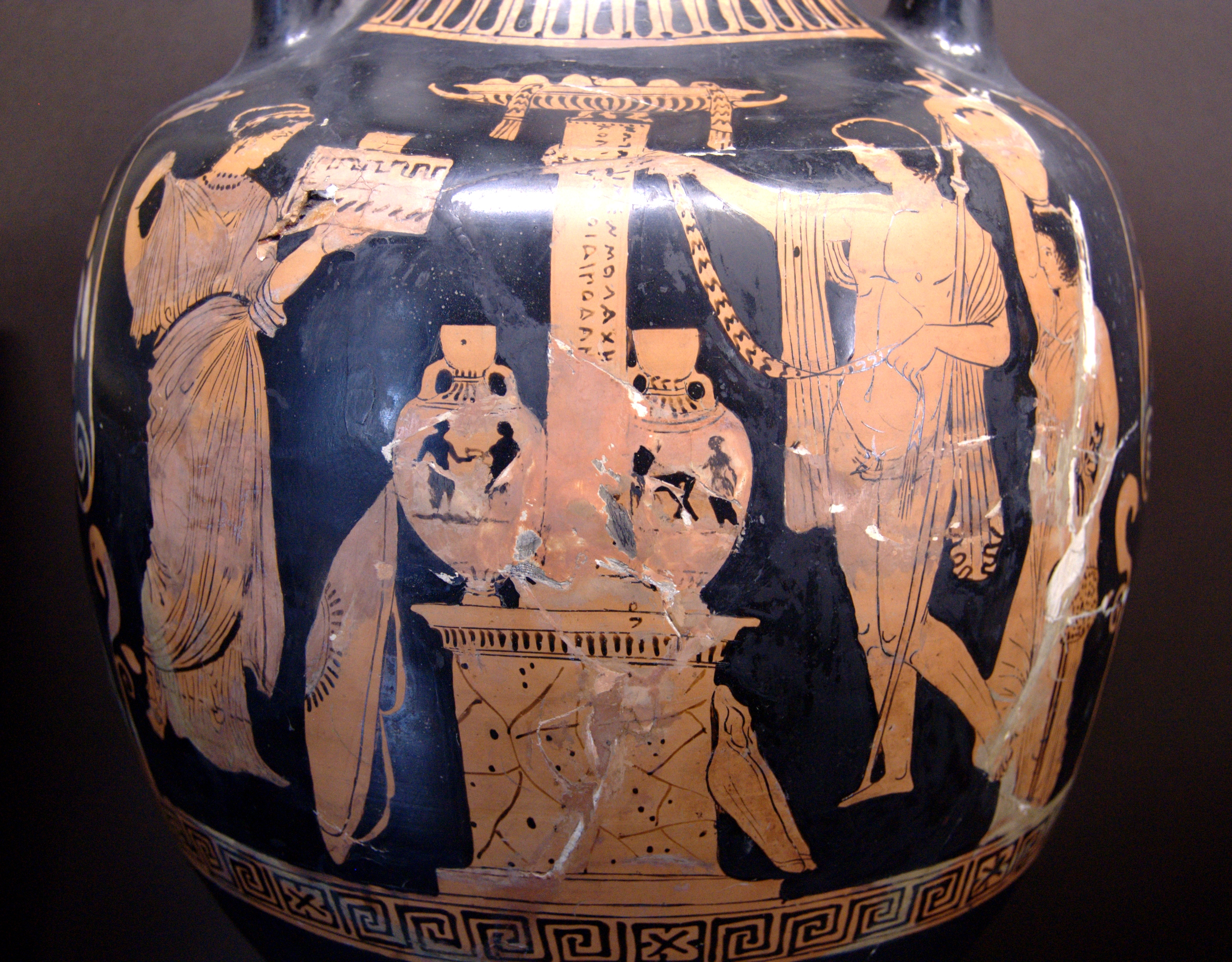
Amphore lucanienne (vers 280-270 av. J.C.) représentant un monument consacré à Œdipe. Musée du Louvre.

Au début du XXe siècle, plusieurs thèses contradictoires s'affrontaient quant à l'origine et à l'histoire de la figure d'Œdipe et aux relations entre l'Œdipe épique et dramatique et d'un éventuel Œdipe religieux, auquel aurait été rendu un culte héroïque. Carl Robert, dans Oidipus, soutient en 1915 que la légende d'Œdipe proviendrait du culte qui lui était rendu à Eteonos. Au contraire, L. R. Farnell, dans Greek Hero Cults, soutient peu après en 1921 que la figure d'Œdipe provenait à l'origine de la poésie épique et était passée dans le culte ensuite. L'une comme l'autre de ces deux thèses ont été sérieusement remises en cause depuis, et au début du XXIe siècle les chercheurs ne se focalisent plus sur un hypothétique état originel de la figure d'Œdipe, mais tentent plutôt de reconstruire les principaux traits de la figure d'Œdipe tels qu'ils s'observent à la fois dans la poésie et dans les cultes.
La tragédie de Sophocle Œdipe à Colone met en scène une mort surnaturelle d'Œdipe dans le dème de Colone, près d'Athènes : appelé par la voix d'un dieu, le héros, accompagné du seul Thésée, se rend dans un espace sauvage où il disparaît, non sans avoir annoncé que la présence de sa tombe à Colone assurera une protection surnaturelle à la cité d'Athènes. Ce dénouement a pu faire penser que Sophocle s'était inspiré d'un réel culte héroïque d'Œdipe pour composer sa pièce. Pausanias le Périégète, qui voyage en Grèce au IIe siècle, signale à Colone, dans un sanctuaire consacré à Poséidon Hippios (« Cavalier ») et à Athéna Hippia (« Cavalière »), deux hérôon (tombes de héros), dont l'un est consacré à Œdipe et à Adraste, tandis que l'autre est consacré à Thésée et à Pirithoos.
Quatre tombes d'Œdipe sont connues en Grèce, mais il ne semble pas que des cultes héroïques aient été rendus sur ces tombes. Au livre IV de son Enquête, Hérodote mentionne la fondation à Sparte d'un culte rendu non pas à Œdipe lui-même, mais aux Érinyes de Laïos et d'Œdipe, pour calmer une vague de surmortalité infantile. Pausanias le Périégète signale, à Thèbes, une fontaine nommée Œdipodie, et qui tiendrait son nom du fait qu'Œdipe s'y était lavé pour se purifier du sang qui avait jailli sur lui lorsqu'il avait tué Laïos. Il dit également avoir vu à Thèbes les tombeaux des deux fils d'Œdipe, Étéocle et Polynice.

## Études mythologiques
En raison de sa célébrité durable, Œdipe a suscité des interprétations mythologiques nombreuses, nourries par des approches très diverses, et a donc donné lieu à une longue controverse savante.

### L'approche de l'histoire des religions
L'un des premiers ouvrages entièrement consacrés à l'étude d'Œdipe est Oidipus de Carl Robert, paru en 1915, qui tente une reconstitution des origines et de l'évolution de la figure d'Œdipe. Il avance notamment l'hypothèse selon laquelle la rencontre entre Œdipe et la sphinge aurait été au départ un combat avant de prendre la forme plus subtile d'un affrontement par énigme. Mais cette hypothèse a été réfutée depuis par l'analyse des représentations figurées du face à face, qui montre que l'énigme est présente dès les époques les plus anciennes, tandis que le combat physique est une variante inventée plus tard.
Marie Delcourt, dans son ouvrage Œdipe ou la légende du conquérant paru en 1944, offre une analyse du mythe d'Œdipe qui se place dans la lignée de l'école « mythe-rite », qui explique le contenu des récits mythiques en en extrayant des motifs qu'elle rapporte à des rituels, des institutions archaïques ou des croyances. Marie Delcourt considère que l'exposition d'Œdipe sur le mont Cithéron se rapporte au rite d'expulsion à la naissance d'êtres maléfiques et à des épreuves d'initiation de jeunes gens. Elle rapporte l'épisode du combat contre la sphinge aux croyances liées d'une part aux âmes des morts dont on croyait qu'elles se changeaient en êtres ailés, et d'autre part aux cauchemars qu'on se représentait comme des démons venant oppresser les dormeurs. Elle explique le motif du meurtre du père comme une victoire symbolique du jeune sur le vieux, tandis que l'union avec la mère lui paraît symboliser l'accession à la souveraineté sur une terre ou une cité.

### Analyses structuralistes
Dans son ouvrage fameux Anthropologie structurale, paru en 1958, l'anthropologue Claude Lévi-Strauss, dans le chapitre « La structure des mythes », utilise une analyse rapide du mythe d'Œdipe pour illustrer le fonctionnement de la méthode structurale qu'il propose. Il tente de distinguer les éléments simples du récit et de trouver quelles sont les séquences essentielles de la narration, qu'il appelle « mythèmes ». Lévi-Strauss estime que le mythe exprime une réflexion sur des problèmes fondamentaux qui sont abordés dans le récit mythique par des séries d'éléments placés dans des rapports de similarité ou d'opposition. Il prend en compte non seulement l'histoire d'Œdipe elle-même, mais les épisodes précédents et suivants liés à la dynastie royale de Thèbes, Cadmos, Labdacos, Laïos et les enfants d'Œdipe, afin d'y rechercher ces mythèmes qu'il regroupe ensuite selon leurs affinités thématiques. Il distingue ainsi quatre groupes :
- Des éléments montrant des rapports de parenté surestimés : Cadmos cherche sa sœur enlevée par Zeus ; Œdipe épouse sa propre mère ; Antigone enterre son frère Polynice malgré l'interdiction.
- Des éléments montrant, au contraire, des rapports de parenté sous-estimés ou dévalués : les Spartes s'exterminent mutuellement ; Œdipe tue son propre père ; Étéocle tue son propre frère Polynice.
- Des éléments montrant des confrontations avec des monstres et leur destruction : Cadmos tue le dragon ; Œdipe vainc la sphinge.
- Des éléments montrant la difficulté à marcher droit : le nom "Labdacos" veut dire « boiteux » ; "Laïos" signifie peut-être « le gauche » ; "Œdipe" veut dire « pieds enflés ».

Les deux premiers groupes d'éléments sont dans un rapport d'opposition : dans l'un, les rapports de parenté donnent lieu à une proximité excessive, tandis que dans l'autre, ils sont niés à l'excès. Pour son analyse des deux autres groupes d'éléments, Lévi-Strauss émet une hypothèse : ces éléments sont en rapport avec l'autochtonie de l'homme, l'idée que les premiers êtres humains sont nés de la terre. Dans le troisième groupe, la mort du dragon (qui est un serpent, donc un être chthonien) est nécessaire pour que les Spartes naissent du sol, et la sphinge, de son côté, pose des énigmes sur la nature de l'homme : la mort des monstres reviendrait alors à représenter la négation de l'autochtonie de l'homme. Dans le quatrième groupe, au contraire, Lévi-Strauss rapporte les défauts physiques des hommes de la lignée de Labdacos à un thème présent dans plusieurs mythologies, celui des tout premiers hommes qui naissent de la terre et ont encore du mal à marcher correctement : cela revient au contraire à affirmer l'origine autochtone des hommes. L'analyse de Lévi-Strauss est donc aussi comparatiste, puisqu'elle rapproche certains éléments du mythe grec d'Œdipe de certains mythes cosmogoniques de plusieurs tribus d'Indiens Pueblos du Nouveau-Mexique, notamment les Zuñis. Lévi-Strauss conclut que, analysé ainsi, le mythe d'Œdipe exprimerait « l'impossibilité où se trouve une société qui professe de croire à l'autochtonie de l'homme (ainsi Pausanias, VIII, XXIX, 4 : le végétal est le modèle de l'homme) de passer, de cette théorie, à la reconnaissance du fait que chacun de nous est né de l'union d'un homme et d'une femme ».
Des analyses différentes, mais s'inscrivant dans la lignée des méthodes structuralistes de Claude Lévi-Strauss, ont été proposées par la suite par Clémence Ramnoux puis Terence S. Turner.

## Représentations artistiques après l'Antiquité
La légende d'Œdipe a connu de nombreuses reprises et adaptations tout au long des siècles. Elle a également fait l'objet de très nombreuses références dans la littérature et les autres arts.

### Littérature

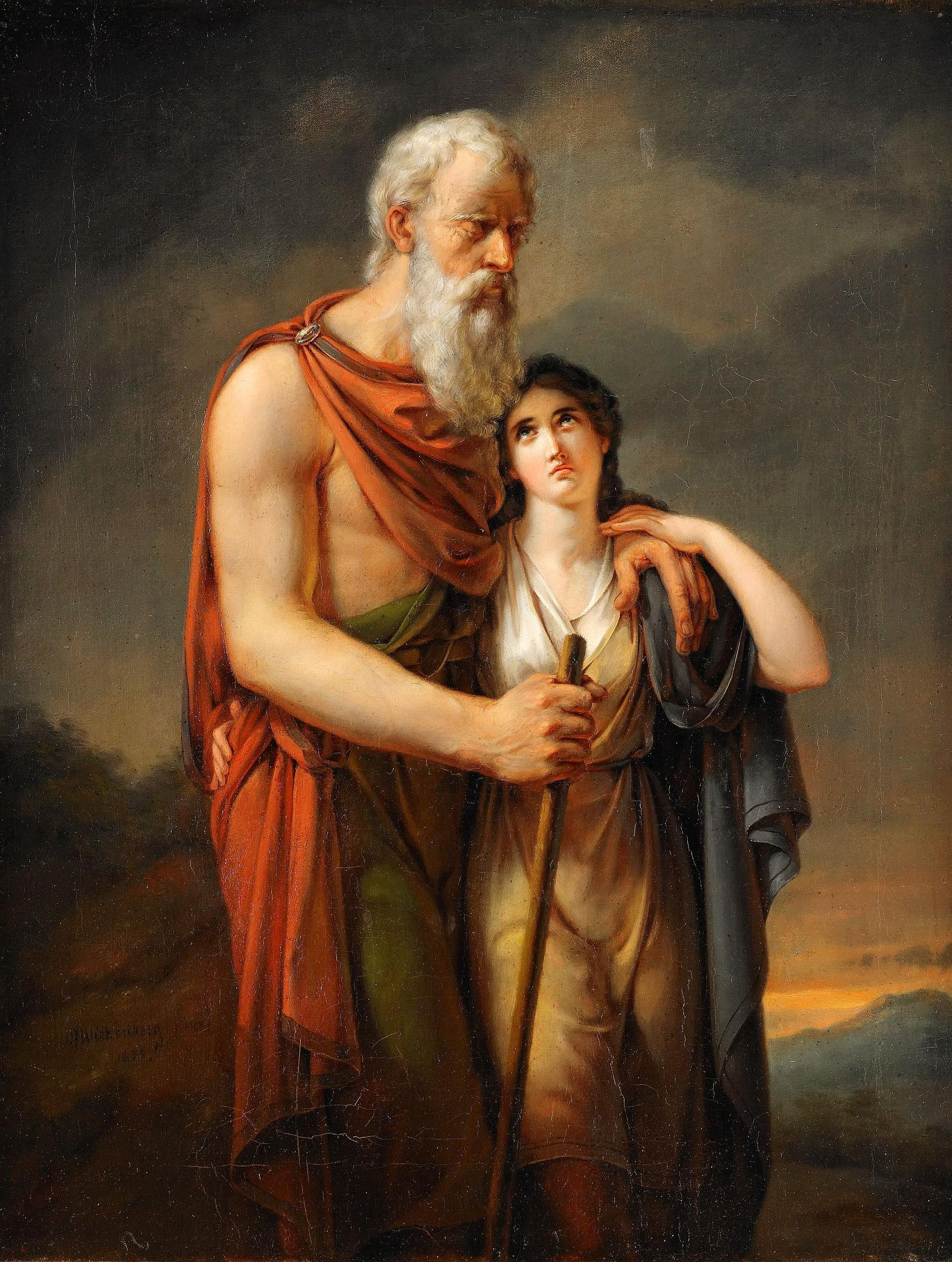
Per Wickenberg, Œdipe et Antigone, 1833, huile sur toile

#### Poésie
Puisant dans la matière des épopées antiques, Le Roman de Thèbes, œuvre anonyme du XIIe siècle, relate l'histoire couverte dans l'Antiquité par le cycle thébain. Il a largement inspiré la section Thèbes  de l' Histoire ancienne jusqu'à César.
Au XIXe siècle, les poètes français des différents courants littéraires de l'époque continuent à reprendre des sujets mythologiques. Baudelaire compare parfois les femmes à des sphinx, et la comparaison est répandue dans la littérature de la fin du siècle, où elle nourrit la figure de la femme fatale. Les poètes du Parnasse traitent aussi ce sujet. José-Maria de Heredia, dans Les Trophées, publie un sonnet « Sphinx » qui met en avant l'aspect érotique de la rencontre entre Œdipe et le sphinx et dans lequel Œdipe, au lieu d'être vainqueur, devient avec délice la victime du monstre.

#### Théâtre
- Œdipe de Pierre Corneille (1659).
- Oidipus de John Dryden et Nathaniel Lee (1679).
- Œdipe de Voltaire (1718).
- Antigone de Jean Cocteau (1922).
- Œdipe d'André Gide (1930).
- La Machine infernale de Jean Cocteau (1934).
- Oedipe roi de Jean Cocteau (1937).
- Antigone de Jean Anouilh (1944)
- La Mort de la Pythie, de Friedrich Dürrenmatt (1989).
- Sang, de Lars Norén (1994). Le personnage d'Œdipe n'apparaît pas dans cette œuvre, mais il y est nommé plusieurs fois et l'histoire, située dans une époque contemporaine, ressemble à la sienne.
- Incendies, de Wajdi Mouawad (2003).

#### Roman
- Œdipe sur la route roman d'Henry Bauchau (1990).
- Œdipe roi par Didier Lamaison (1994), roman de la Série noire.
- Mes Œdipes de Jacqueline Harpman (2006).

Le roman Les Gommes d'Alain Robbe-Grillet contient des références au mythe d'Œdipe.

### Iconographie

#### Enluminure

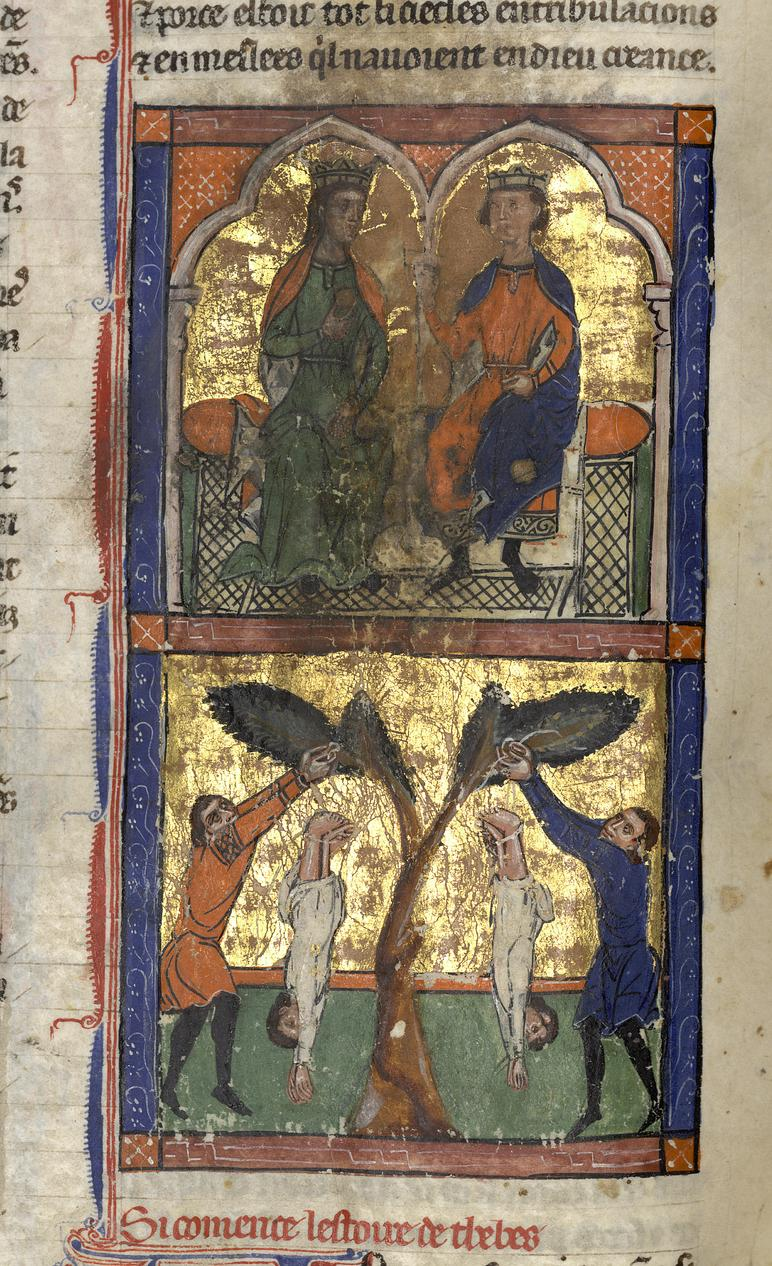
Miniature de l'enfance d'Œdipe (f. 65v), manuscrit de LHistoire ancienne jusqu'à César (Ms 562), conservé à la Bibliothèque municipale de Dijon.

L'histoire d'Œdipe étant relatée dans différents récits médiévaux, tels que le Roman de Thèbes ou l'Histoire ancienne jusqu'à César, différents manuscrits enluminés contiennent des miniatures représentant des épisodes de la vie d'Œdipe. C'est notamment le cas du manuscrit de l'Histoire ancienne jusqu'à César ms. 562 conservé à la Bibliothèque municipale de Dijon, réalisé entre 1260 et 1270.

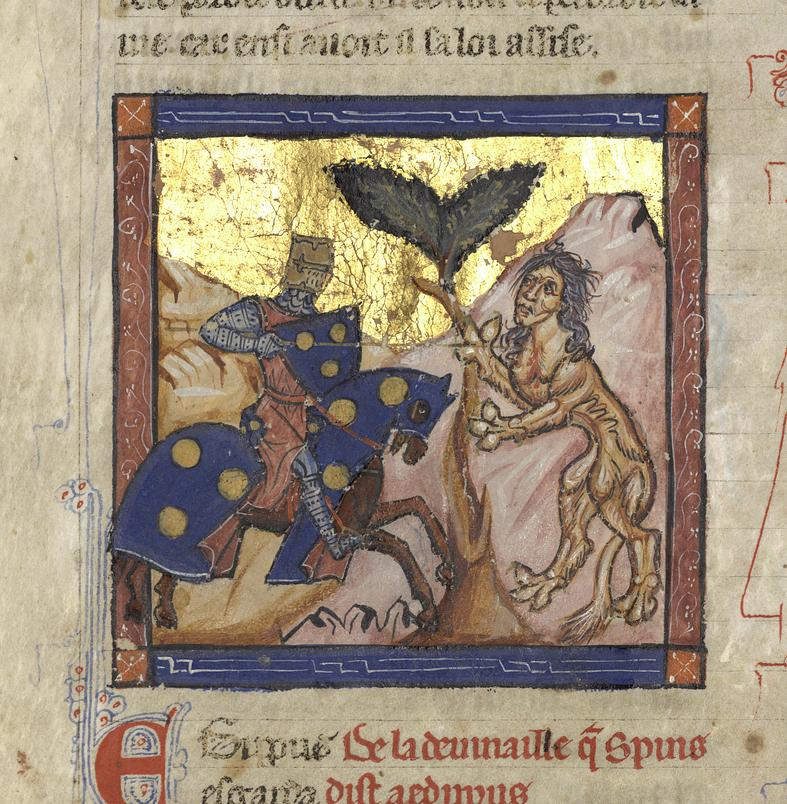
Miniature d'Œdipe et le Sphinx (f. 67v), manuscrit de l'Histoire ancienne jusqu'à César (Ms 562). Conservé à la Bibliothèque municipale de Dijon.

#### Bande dessinée
Dans Le Tour du chat en 365 jours (2006), Philippe Geluck fait dire à son personnage récurrent, le Chat, que « pour Œdipe, la Saint-Valentin tombe le jour de la fête des mères ». En 2009, l'auteur et dessinateur Joann Sfar évoque l'histoire d'Œdipe dans Œdipe à Corinthe, troisième tome de la série Socrate le demi-chien.

#### Peinture

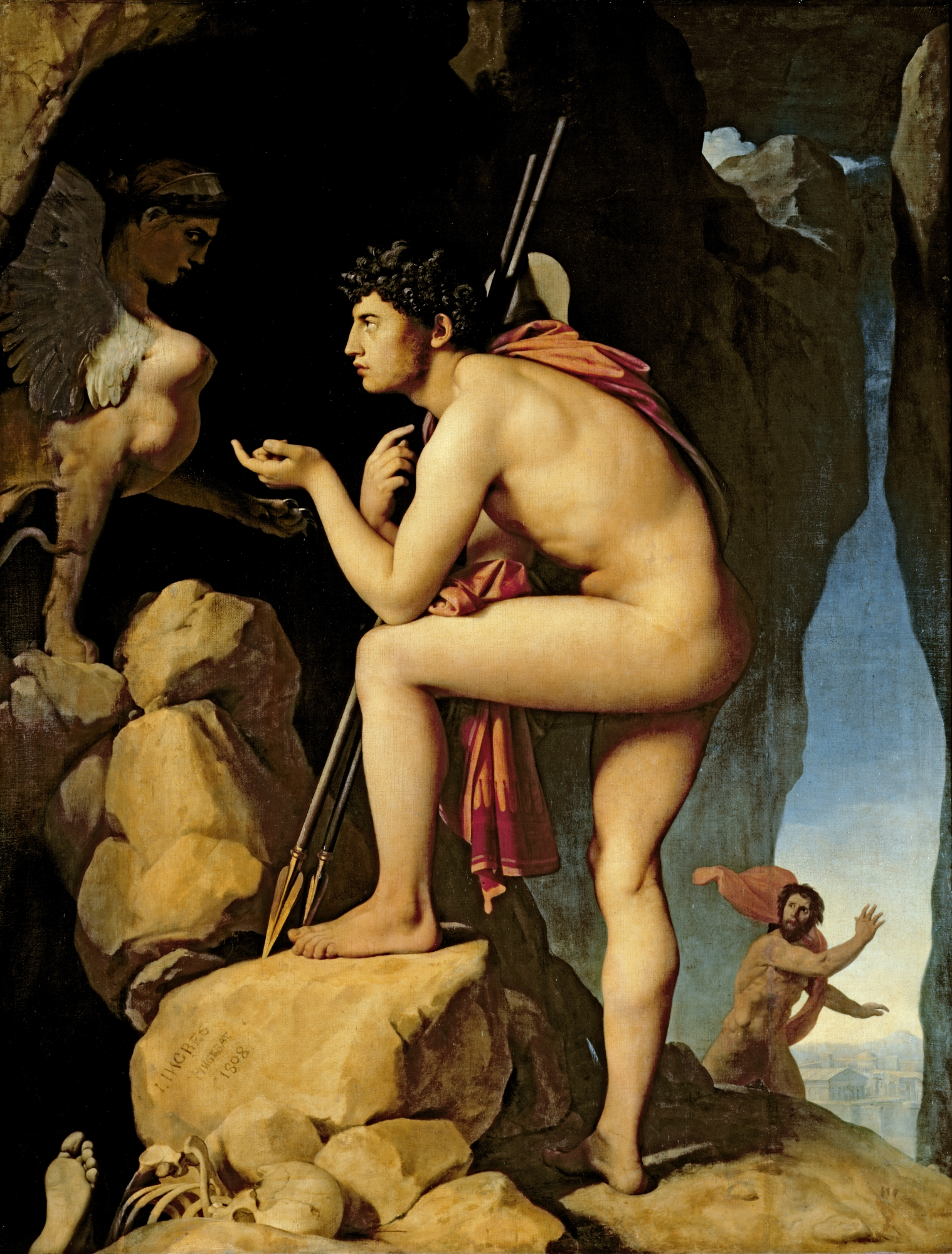
Œdipe explique l'énigme du sphinx, d'Ingres, 1827. Paris, Musée du Louvre.

Œdipe est un sujet rarement traité dans la peinture classique avant le XIXe siècle, époque où les tableaux d'Ingres suscitent un regain d'intérêt pour l'épisode de l'énigme du sphinx. Ingres peint d'abord une étude, Œdipe explique l'énigme du sphinx, en 1808, pendant son séjour à l'Académie de France à Rome, puis il agrandit et retravaille cette étude pour en faire un tableau en 1827. L'épisode de l'énigme du Sphinx est ensuite traité par plusieurs autres peintres fameux, dont Gustave Moreau, proche du symbolisme, qui peint à son tour un Œdipe et le Sphinx en 1864, puis Le Sphinx devin en 1878 et Œdipe voyageur en 1888.
En 1984, le peintre péruvien Herman Braun-Vega intègre l'Œdipe explique l'énigme du sphinx d'Ingres dans une composition plus vaste qui figure également le suicide de Jocaste. Le tableau intitulé Un charnier de plus établit un parallèle entre la tragédie grecque d'Œdipe et les guerres fratricides contemporaines à travers des coupures de presse relatant les découvertes de charniers de victimes du régime Ceaucescu en Roumanie ou de la guérilla du Sentier lumineux au Pérou.

### Sculpture
Plusieurs ensembles sculptés prennent pour sujets des épisodes du mythe d'Œdipe. En France, en 1771, le sculpteur Félix Lecomte réalise un ensemble sculpté Œdipe et Phorbas, montrant le berger Phorbas en train de détacher Œdipe nouveau-né de l'arbre où il avait été exposé suspendu par les pieds. Vers 1810, Antoine Denis Chaudet réalise un groupe sur le même sujet, dans une pose différente : le berger a déjà détaché Œdipe de l'arbre et lui donne à boire tandis que son chien lève la tête vers l'enfant. En 1885, Jean-Baptiste Hugues sculpte un autre ensemble, Œdipe à Colone, inspiré de la pièce de Sophocle et montrant Œdipe âgé assis et tenant contre lui Antigone.

### Musique
- Œdipe à Colone (1786), opéra d'Antonio Sacchini.
- Œdipus rex (1927), opéra d'Igor Stravinsky.
- Œdipe (1931), opéra de Georges Enesco.
- Oedipus der Tyrann, Carl Orff (1959).
- Trois Préludes à l'Œdipe de Sophocle, pièces orchestrales de Ildebrando Pizzetti.
- The End, chanson des Doors (1967).

### Filmographie

#### Cinéma
- Œdipe roi (1967), film de Pier Paolo Pasolini.
- Œdipe roi (1968), film de Philip Saville.
- La Voûte céleste (1993), Kostas Aristopoulos.

#### Télévision
- Les Grands Mythes épisode 19 Œdipe, le déchiffreur d’énigmes (2016).

## Œdipe dans la psychanalyse
Le concept de complexe d'Œdipe a été inventé dans les années 1890 par Sigmund Freud, fondateur de la psychanalyse, pour désigner une attirance sexuelle inconsciente des garçons envers leur mère, ainsi que la jalousie à l'égard de leur père. D'autres psychanalyses ont avancé ensuite le concept parallèle de complexe d'Électre comme son équivalent féminin, légèrement différent. Le concept a fait l'objet de nombreuses discussions et de remises en cause au fil du XXe siècle.

## Théorie sacrificielle
D'après René Girard dans La Violence et le Sacré (1972), la tragédie représente la recherche d'un bouc émissaire pour le charger mythiquement de la responsabilité des maux de la cité, symbole de la désorganisation par des crimes de confusion sociale (parricide puis inceste), et l'unanimité, validée par le bouc émissaire lui-même, permet la communion de la société dans l'expulsion de ce bouc émissaire qui apporte la pacification.

#### Sur le mythe antique d'Œdipe

##### Ouvrages généraux
- Yves Bonnefoy (dir.), Dictionnaire des mythologies et des religions des sociétés traditionnelles et du monde antique, Flammarion, 1999, 2 vol. (article « Œdipe » par Jean-Pierre Vernant, vol. 2, p. 1494-1497).
- Ariane Eissen, Les Mythes grecs, Belin, 1993.
- Timothy Gantz, Mythes de la Grèce archaïque, Belin, 2004 [détail de l’édition].
- Jean Leclant (dir.), Dictionnaire de l'Antiquité, Paris, PUF, 2005.
- (en) William Smith (dir.), Dictionary of Greek and Roman Biography and Mythology, 1867, article « Oedipus » [lire en ligne]

##### Études historiques et anthropologiques
- (de) Carl Robert, Oidipus: Geschichte eines poetischen Stoffs in griechischen Altertum, Berlin, Weidmann, 1915.
- (en) L. R. Farnell, Greek Hero Cults and Ideas of Immortality, Oxford, 1921.
- Marie Delcourt, Œdipe ou la Légende du conquérant, Paris, Les Belles Lettres, 1944.
- Lowell Edmunds, « The Cults and the Legend of Oedipus », dans Gregory Nagy (éd.), Greek Literature. Volume 4: Greek Literature in the Classical Period: the Poetics of Drama in Athens, New York-Londres, Routledge, 2001, p. 425-442.
- Dominique Giovannangeli, Métamorphoses d'Œdipe, un conflit d'interprétations, Bruxelles, De Boeck, 2002.  (ISBN 2-8041-3821-6).
- Claude Lévi-Strauss, « La structure des mythes », dans Anthropologie structurale, Plon, 1958.
- Jean-Marc Moret, Œdipe, la Sphinx et les Thébains. Essai de mythologie iconographique, 2 volumes, Genève, Institut suisse de Rome, 1984.
- (en) Jan Bremmer, « Oedipus and the Greek Oedipus Complex », dans Jan Bremmer (dir.), Interpretations of Greek Mythology, Totowa (New Jersey), Barnes and Noble, 1987, p. 41-59. [lire en ligne]
- Jean-Pierre Vernant et Pierre Vidal-Naquet, Œdipe et ses mythes (coll. « Historiques », 43), Paris, Complexe, 1988, 160 p.
- Thierry Petit, « Œdipe et le chérubin », dans la revue Kernos, no 19, 2006, mis en ligne le 22 mars 2011 [lire en ligne].
- Maurizio Bettini et Giulio Guidorizzi, Le Mythe d'Œdipe, Belin, 2010.

#### Sur Œdipe après l'Antiquité
- (en) Lowell Edmunds, Oedipus: The Ancient Legend and Its Later Analogues, Baltimore, Johns Hopkins University Press, 1996.
- (en) Lowell Edmunds, Oedipus, Routledge, 2006. (Retrace l'histoire du mythe de l'Antiquité jusqu'à nos jours)
- Sylviane Messerli, Œdipe enténébré. Légendes d'Œdipe au XIIe siècle, Paris, Champion, 2002.
- Mitsutaka Odagiri, Écritures palimpsestes ou les théâtralisations françaises du mythe d'Œdipe, Paris-Montréal-Torino, L'Harmattan, 2001.

#### Sur les interprétations psychanalytiques du mythe
- Mark Anspach, Œdipe mimétique, Paris, L'Herne, 2010.
- Sigmund Freud, L'Interprétation des rêves, 1900.
- Ana Lúcia Lobo, « Freud face à l’Antiquité grecque : le cas du Complexe d’Œdipe », article dans la revue Anabases no 8, 2008, mis en ligne le 01 juillet 2011. [lire en ligne]
- Moustapha Safouan, Études sur l'Œdipe, Paris, Seuil, 1974.
- Jean-Pierre Vernant, « Œdipe sans complexe », dans Jean-Pierre Vernant et Pierre Vidal-Naquet, Mythe et tragédie en Grèce ancienne, volume 1, Maspero, 1972.
- Michel Juffé, La tragédie en héritage. De Freud à Sophocle, Eshel, 1999.